# Dekanat Gdańsk-Siedlce
Dekanat Gdańsk-Siedlce – jeden z 24 dekanatów katolickich archidiecezji gdańskiej, obejmujący obszar gdańskiej dzielnicy Piecki-Migowo oraz osiedli Kokoszki, Siedlce, Suchanino i Jasień, a także sołectwa Otomin gminy Kolbudy. Powstał na mocy kurendy nr 34/2006 decyzją Arcybiskupa Metropolity Gdańskiego Tadeusza Gocłowskiego z dnia 25 kwietnia 2006 po podziale Dekanatu Gdańsk-Południe (podobnie jak Dekanat Gdańsk-Łostowice). Dziekanem jest proboszcz parafii św. Teresy od Dzieciątka Jezus w Gdańsku – ks. Andrzej Bemowski.

## Parafie
W skład dekanatu wchodzi 8 parafii:
1. Parafia bł. Doroty z Mątew w Gdańsku – Gdańsk, ul. Kartuska 349
2. Parafia Bożego Ciała w Gdańsku – Gdańsk, ul. Piecewska 9
3. Parafia Miłosierdzia Bożego w Gdańsku – Gdańsk, ul. Myśliwska 25
4. Parafia św. Brata Alberta Chmielowskiego w Gdańsku – Gdańsk, ul. św. Brata Alberta 22
5. Parafia św. Franciszka z Asyżu w Gdańsku – Gdańsk, ul. Kartuska 186
6. Parafia św. Jana Chrzciciela w Gdańsku – Gdańsk, ul. Goplańska 20
7. Parafia św. Maksymiliana Kolbe w Gdańsku – Gdańsk, ul. Otwarta 1
8. Parafia św. Teresy od Dzieciątka Jezus w Gdańsku – Gdańsk, ul. Powstańców Warszawskich 52

## Sąsiednie dekanaty
Gdańsk-Łostowice, Gdańsk-Oliwa, Gdańsk-Śródmieście, Gdańsk-Wrzeszcz, Żukowo